# ジェデダイア・スミス

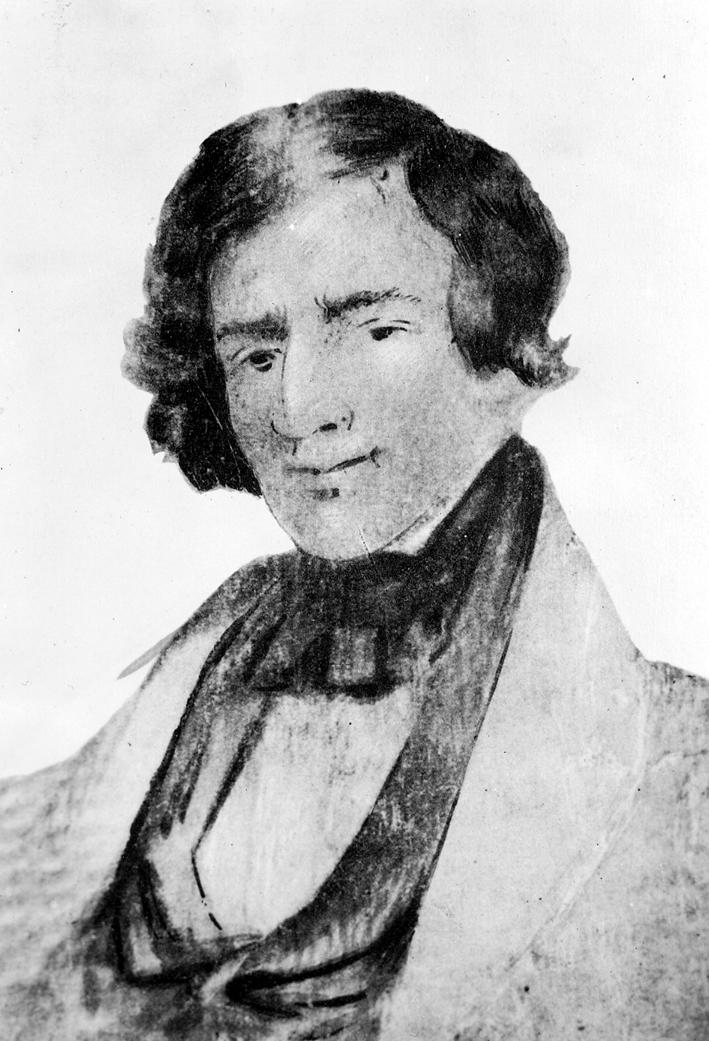
ジェデダイア・スミス

ジェデダイア・ストロング・スミス（Jedediah Strong Smith, 1799年1月6日 - 1831年5月27日）は罠猟師で毛皮交易に携わったマウンテンマン、地図製作者であり、探検記を書いた。19世紀初頭にアメリカ南西部からロッキー山脈にわたって探険し大陸分水嶺を越えてアメリカ北西部に入っており、のちのサウス・パスにあたる道筋をつけた。その功績が評価されたのは20世紀初頭で、オレゴン・トレイルの整備が進むとサウス・パスを経由してロッキー山脈より西への交通ができるようになったことから、スミスが白人植民者の西部開拓に与えた影響は大きい。
カリフォルニア州のスミス川とオレゴン州のスミス川およびワイオミング州のベア川支流スミスズフォークの名前はスミスに由来する。またグリーン川支流ブラックスフォークの支流スミスズフォークもおそらくスミスに由来する 。